# Cerastis catherina
Cerastis catherina är en fjärilsart som beskrevs av Augustus Radcliffe Grote 1874. Cerastis catherina ingår i släktet Cerastis och familjen nattflyn. Inga underarter finns listade i Catalogue of Life.